# Tiertex Design Studios
A Tiertex Design Studios Limited foi uma empresa inglesa com sede em Macclesfield, Inglaterra. Fundada em 1986, a empresa tinha foco na portabilidade, computadores domésticos e plataformas portáteis. Desenvolveu mais de 200 títulos, incluindo muitos sob licença de empresas como THQ, Disney Interactive e BBC Multimedia.
A empresa foi encerrada em 5 de agosto de 2021.